# Anthrenochernes stellae
Anthrenochernes stellae – gatunek zaleszczotka z rodziny Chernetidae.

## Taksonomia
Gatunek ten opisany został po raz pierwszy w 1939 roku przez Hansa Lohmandera.  Jako miejsce typowe wskazano Göteborg w Szwecji.

## Morfologia
Zaleszczotek ten ma prosomę nakrytą karapaksem o zarysie prostokątnym i powierzchni niemal całkiem gładkiej. Na karapaksie nie występuje cucullus, natomiast obecna jest dobrze wykształcona poprzeczna bruzda subbazalna. Dwie pary oczu umieszczone są w pobliżu przedniej krawędzi karapaksu. Niektóre tergity i sternity są przynajmniej częściowo podzielone. Porastające ciało i nogogłaszczki szczecinki są długie, delikatnie ząbkowane i spiczasto zakończone. Szczękoczułki zwieńczone są szczypcami; ich palec ruchomy ma jeden lub dwa ząbki położone przedwierzchołkowo oraz szczecinkę galealną położoną subdystalnie. Nogogłaszczki zaopatrzone są w szczypce o palcach z dodatkowym ząbkowaniem. Gruczoły jadowe obecne są w palcach ruchomych, natomiast palce nieruchome są ich pozbawione. W przypadku palca nieruchomego odległość między trichobotrium it a czubkiem palca jest nie większa niż odległość między trichobotriami ist i isb. Wszystkie cztery pary odnóży krocznych pozbawione są kolców na biodrach. Czwarta para odnóży ma golenie pozbawione szczecinek dotykowych.

## Ekologia i występowanie
Gatunek palearktyczny, endemiczny dla północno-środkowej części Europy. Znany jest z Niemiec, Danii, Szwecji, Łotwy, Polski oraz Czech. Na „Czerwonej liście gatunków zagrożonych Republiki Czeskiej” umieszczony jako gatunek zagrożony wyginięciem (EN).